# Alatac
Alatac was een Belgisch automerk dat tussen 1913 en 1914 in 's-Gravenbrakel werd gemaakt.
Automobile Catala, dat werd opgericht door Etienne Catala, bouwde twee types auto's: Een 9/12 pk model en een 12/16 pk model. Beide auto's hadden een viercilindermotor met zijkleppen en gegoten uit één stuk. De auto's hadden een V-vormige radiateurgrille.
Alatac is de omkering van de achternaam van Etienne Catala.